# Парк де Пренс
«Парк де Пренс» (фр. Parc des Princes — парк принцев) — футбольный стадион в Париже (Франция), вмещающий 47 929 зрителей, домашняя арена клуба «Пари Сен-Жермен». Был построен в 1897 году. Строительство заняло 5 лет.
Кроме футбольных, на стадионе регулярно проводятся регбийные матчи, в том числе с участием сборной Франции.

## История
Арена изначально строилась как велодром, её первым директором был велогонщик и основатель «Тур де Франс» Анри Дегранж. Здесь прошли финишные этапы «Тура», начиная с первой гонки 1903 года, и до 1967 года. В 1972 году стадион был реконструирован, и велодром с него демонтировали.
До 1998 года «Парк де Пренс» являлся основным стадионом для домашних матчей сборной Франции, пока в пригороде Парижа Сен-Дени к Чемпионату мира 1998 года не был построен «Стад де Франс».
«Парк де Пренс» принимал у себя финалы Чемпионатов Европы 1960 и 1984 годов. Также на стадионе проводились матчи Чемпионата Европы 2016 года. На клубном уровне принимал три финала Кубка европейских чемпионов (1956, 1975 и 1981), два финала Кубка обладателей кубков (в 1978 и 1995 годах).